# Cirrhigaleus
Cirrhigaleus es un género de tiburón de la familia Squalidae.

## Especies
- Cirrhigaleus asper (Merrett, 1973)
- Cirrhigaleus australis W. T. White, Last & John D. Stevens, 2007[1]
- Cirrhigaleus barbifer S. Tanaka (I), 1912